# 馬迪亞斯·卡蘭利維達
馬迪亞斯·卡蘭利維達（西班牙語：Claudio Matías Kranevitter，1993年5月21日—）是阿根廷的職業足球運動員，司職中後衛，他現時外借效力於俄羅斯足球超級聯賽球會泽尼特。

## 俱樂部生涯

### 河床
卡蘭利維達在2011年在河床展開他的職業足球生涯。

### 馬德里競技
根據河床的官方推特，馬蒂亞斯·克蘭尼維特以800萬歐元加盟馬德里競技。 他會以租借形式留在河床直至2015年12月尾。2016年1月他正式進入俱樂部陣容，卡蘭利維達穿上8號球衣。

## 國際賽生涯
卡蘭利維達代表阿根廷u20在2013年南美青年冠軍杯出場，他在杯賽中3次代表球隊首發出場,不過球隊在小組賽階段便出局了。
2015年8月24日,卡蘭利維達代表成年隊在兩場分別對陣玻利維亞和墨西哥的友誼賽中出場，他替換了受傷的隊友卢卡斯·比格利亚。 他在2015年9月4日球隊在休士頓西班牙外換銀行體育場7比0擊敗玻利維亞的比賽打滿全場。
2016年，卡蘭利維達入選了國家隊百年美洲盃的大名單，他在決賽第57分鐘替補出場，不過球隊在最後點球大戰中4比2不敵智利，屈居亞軍。

## 踢球風格
作為防守中場，卡蘭利維達 excels at breaking up play, shielding the defense and setting the tempo of the team. Although not being very physical, he is known for his usually clean and well-timed tackles and his good defensive positioning.
卡蘭利維達也經常被人拿來與哈维尔·马斯切拉诺作比較，因為兩人都是出身於河床青訓以及擁有共同的踢球風格。

## 個人生活
卡蘭利在青年時也是高爾夫球愛好者，他表示:「如果我沒有選擇足球的話那我應該會是高爾夫球手。」

## 榮譽
河床
- 南美自由盃u20 : 2012年冠軍
- 阿根廷足球甲級聯賽 : 2014年決賽冠軍
- 南美杯 : 2014年冠軍
- 南美優勝者杯 : 2015年冠軍
- 南美自由盃 : 2015年冠軍
- 駿河銀行錦標賽 : 2015年冠軍

## 外部連結
- 馬迪亞斯·卡蘭利維達在 National-Football-Teams.com 上的出场纪录
- Soccerway資料庫：馬迪亞斯·卡蘭利維達